# Asesinato de Katherine Ann Olson
Michael John Anderson (nacido en 1988) fue un residente de Savage, Minnesota, condenado por haber asesinado a Katherine Ann Olson en octubre de 2007. Anderson conoció a Olson a través de Craigslist, un sitio web de anuncios clasificados muy popular, por lo que la prensa lo denominó el Asesino de Craigslist, un término genérico para los asesinos que encuentran a sus víctimas respondiendo anuncios de Craigslist. Anderson fue el primer asesino en recibir este título en las noticias.

## El crimen
Michael John Anderson, de 19 años, asesinó a Katherine Anne Olson, una estudiante de teatro y estudios hispánicos graduada de la Universidad de St. Olaf y niñera a media jornada, de 24 años de edad, el 25 de octubre de 2007, en un suburbio de Minneapolis, Minnesota, luego de ver un anuncio ofreciendo sus servicios de niñera en Craigslist.
La fiscalía acusó a Anderson de crear y publicar un anuncio falso en Craigslist "solo para atraer a la mujer a su hogar y poder experimentar qué se sentía matando".
Haciéndose pasar por una mujer casada llamada "Amy" que buscaba servicios de niñera, Anderson intercambió mensajes de correo electrónico con Olson. Cuando ella llegó al domicilio para una entrevista, Anderson le disparó en la espalda con una Magnum .357 y la colocó en el maletero de su automóvil. Luego condujo hasta la reserva natural de Burnsville, donde abandonó el cuerpo. El vehículo que contenía el cuerpo de Olsen fue descubierto al día siguiente.

## Condena
Los psiquiatras contratados por la defensa diagnosticaron a Anderson con síndrome de Asperger, una forma de autismo. Los abogados de Anderson argumentaron que el desorden jugó un papel importante en el crimen y que explicaba el comportamiento de Anderson después del suceso. El juez negó la presentación de evidencia del diagnóstico en la corte, alegando que no había pruebas de que el desorden estuviera conectado al crimen y que podría incitar al jurado a especular sobre una capacidad disminuida, la cual "no esta reconocida en Minessota".
Anderson, que fue el primer asesino en ser referido en los medios como un "Asesino de Craigslist", fue hallado culpable de asesinato en primer grado y recibió una sentencia de cadena perpetua sin posibilidad de libertad condicional, el 1 de abril de 2009.
Alan Margoles, el abogado principal en la defensa de Anderson, alegó que el asesinato de Olson fue "accidental" y que planeaba llenar una apelación porque durante el juicio no le habían permitido presentar evidencia de que Anderson tenía síndrome de Asperger. La Corte Suprema de Minnesota confirmó el veredicto y la sentencia en la apelación, en octubre de 2014.